# Павел (Флеринский)
Епископ Павел (в миру Пётр Дмитриевич Флеринский; 29 июня 1871, село Фёдоровка, Ставропольский уезд, Самарская губерния — 14 октября 1940, Казань) — епископ Русской православной церкви, епископ Покровский, викарий Уральской епархии

## Биография
Родился в селе Фёдоровка Ставропольского уезда в семье псаломщика местной церкви.
Окончил Самарскую духовную семинарию, после чего 2 года прослужил учителем в церковно-приходской школе. В 1895 году был рукоположён в сан священника.
До 1910 года служил в сельском приходе в сёлах Тарасовка и Александровка Самарской и Ставропольской епархии, где вёл миссионерскую работу против баптистов и хлыстов, боролся с пьянством, организовывал общество трезвости. В 1909 году прошёл в Самаре земские курсы по борьбе с холерой и во время эпидемии обеспечил надлежащий санитарный уход за заболевшими так, что в его приходе от болезни умерло лишь два человека: первый заболевший и сын отца Петра.
После того как ослепла жена отца Петра, она молила Иоанна Кронштадтского о выздоровлении. Считается, что она выздоровев, поехала в Кронштадт благодарить святого Иоанна. Во время встречи она просила его молить о муже, на что Иоанн ответил: «Ему приличнее молиться о мне, ведь я просто священник, а он — будущий архипастырь».
В 1910 году отца Петра назначили благочинным округа и перевели в село Большая Глушица, где он прослужил 14 лет.
В 1920 году о. Петр овдовел.
В 1923 годы уклонился в обновленческий раскол, однако вскоре принёс покаяние.
В конце 1923 году по предложению митрополита Уральского и Николаевского Тихона (Оболенского) был избран кандидатом на архиерейскую степень.
1 февраля 1924 года постановлением Патриарха Тихона и Священного Синода № 60 по докладу епископа Тихона Уральского было постановлено «открыть в г. Дергачи Уральской епархии кафедру викарного епископа. На кафедру назначить протоиерея церкви с. Большие Глушицы, Пугачевского у., Петр Флеринского».
Принял монашеский постриг под именем Павел и 18 марта 1924 года митрополитом Тихоном, архиепископом Серафимом и епископом Иоанном был хиротонисан в сан епископа Пугачёвского, викария Уральской епархии.
До 1926 года продолжал жить в своем прежнем приходе в Большой Глушище, говоря о себе: «Я ведь архиерей-то деревенский, может быть, я Церкви только тем и смогу послужить, что пострадаю».
В начале 1926 года епископ Павел был сослан в город Покровск (ныне Энгельс). В мае 1926 года после смерти митрополита Тихона официально стал управляющим Уральско-Николаевской епархии. В июне 1928 года была сослан в город Пугачёв.
30 декабря 1927 года указом заместителя Патриаршего местоблюстителя Сергия (Страгородского) Павел был назначен епископом Котельничским, викарием Вятской епархии, но так и не покинул родных краёв, а 27 марта 1928 года, по ходатайству его самого и многочисленным просьбам верующих был оставлен епископом Пугачёвским. В июне 1928 года он вернулся в Пугачёв, где жил в крайней бедности в сторожке при храме, но продолжал управлять Уральской епархией и помогать семьям арестованных священников.
Во время служения на кафедре владыка Павел постоянно боролся с обновленцами, не допуская однако их преследования и осуждения. С благословения митрополита Саратовского и Петровского Серафима разрешил на приходах викариатства возглавлять молитву в храмах выборным грамотным мирянам (священников из-за постоянных арестов не хватало).
10 января 1931 года епископ Павел за «антисоветскую агитацию среди верующих» был арестован. Заседанием тройки НКВД 30 апреля 1931 года был осуждён на 5 лет лишения свободы. Во время отбывания наказания, 3 сентября 1931 года был назначен епископом Покровским, викарием Уральской епархии, но в управление викариатством не вступил. После освобождения, будучи больным, переехал к дочери в Казань.
До самой смерти епископ Павел не имея официальной должности окормлял верующих Покровского и Пугачёвского викариатств, а также Куйбышевской и Казанской епархий, которые в 1937 году осталась без главы. У верующих пользовался почётом и уважением.
Умер 14 октября 1940 года от инсульта, похоронен в Казани на кладбищенской церкви, где хоронили умерших монахинь.
Похоронен был под простым деревянным крестом. В 2004 году приходской совет храма святых Ярославских чудотворцев Казани объявил сбор пожертвований на крест-памятник владыке Павлу, достойный его звания и памяти.